# Bítov (okres Nový Jičín)
Bítov (německy Bittau) je obec, která se nachází v okrese Nový Jičín v Moravskoslezském kraji. Žije zde 493 obyvatel.
Sousedními obcemi sídla jsou Bílovec, Zbyslavice, Olbramice, Těškovice a Tísek.

## Geografie
Bítov se nachází na náhorní plošině Vítkovská vrchoviny (součást Nízkého Jeseníku) nad údolími potoků Jamník a Sezina. Na východě se tyčí kopec Podklan (376 metrů), na jihu Niva (359 metrů), na západě Babí hůra (446 metrů) a Okrouhlík (467 metrů) a na severozápadě Drahoňovec (428 metrů) a Mečník (458 metrů). Obec se nachází v přírodním parku Oderské vrchy.

## Historie
První písemná zmínka o obci pochází z roku 1377. V Bítově existovala Bítovská tvrz. Od roku 1849 byl Bítov součástí obce Lubojaty. Samostatnou obcí byl mezi roky 1919 až do 70. let, kdy byl připojen k Bílovci. Znovu samostatnou obcí je od roku 1996.
Kaple ve středu obce byla postavena v roce 1880 a je zasvěcena svatému Janu Nepomuckému.

## Obyvatelstvo
V roce 1921 v Bítově žilo v 82 domech celkem 421 obyvatel, z toho 408 české a 9 německé národnosti.
| Rok            | 1869 | 1880 | 1890 | 1900 | 1910 | 1921 | 1930 | 1950 | 1961 | 1970 | 1980 | 1991 | 2001 | 2011 | 2021 |
| -------------- | ---- | ---- | ---- | ---- | ---- | ---- | ---- | ---- | ---- | ---- | ---- | ---- | ---- | ---- | ---- |
| Počet obyvatel | 393  | 395  | 414  | 503  | 541  | 421  | 475  | 394  | 442  | 453  | 443  | 423  | 391  | 415  | 466  |
| Počet domů     | 51   | 64   | 60   | 64   | 79   | 82   | 98   | 98   | 103  | 107  | 107  | 119  | 129  | 137  | 168  |

Věková struktura obyvatel obce Bítov roku 2011
Rodinný stav obyvatel obce Bítov roku 2011
Vzdělání obyvatel obce Bítov roku 2011

## Stavby
- Vodní mlýn čp. 27, zanikl

## Významné osobnosti
- František Schwarz (1931–1995), germanista, filosof a historik (rodák)[5]
- Bohumír Dvorský (1902–1976), akademický malíř (krátkodobě pobýval a tvořil v obci)[5]